# Pálháza
Pálháza ist eine Stadt im Komitat Borsod-Abaúj-Zemplén und war 2008 die kleinste Stadt Ungarns nach Einwohnern.

## Geografische Lage
Pálháza liegt im Nordosten Ungarns, 87 Kilometer vom Komitatssitz Miskolc entfernt, im Hegyköz, einem Tal im Sempliner Gebirge.
Nachbargemeinden sind Bózsva 3 km, Filkeháza 2 km, Füzérradvány 2 km und Kishuta 7 km.

## Wirtschaft und Verkehr
Im Gemeindegebiet wird Perlit abgebaut, ein Gestein das vor allem in der Bauindustrie angewendet wird. Die 1888 errichtete Forstbahn verkehrt heute als Waldbahn bis nach Rostalló über das Schlosshotel Kőkapu (ehemaliges Jagdschloss Károlyi).
Die durch Pálháza führende Schmalspurstrecke Füzérkomlós-Nyíregyháza wurde 1945 aufgrund der Sprengung der Theißbrücke im Rahmen des deutschen Rückzugs zweigeteilt, zur Demontage des Streckenabschnitts Füzérkomlós-Kenézlő kam es unverzüglich nach der Stilllegung Ende 1980.

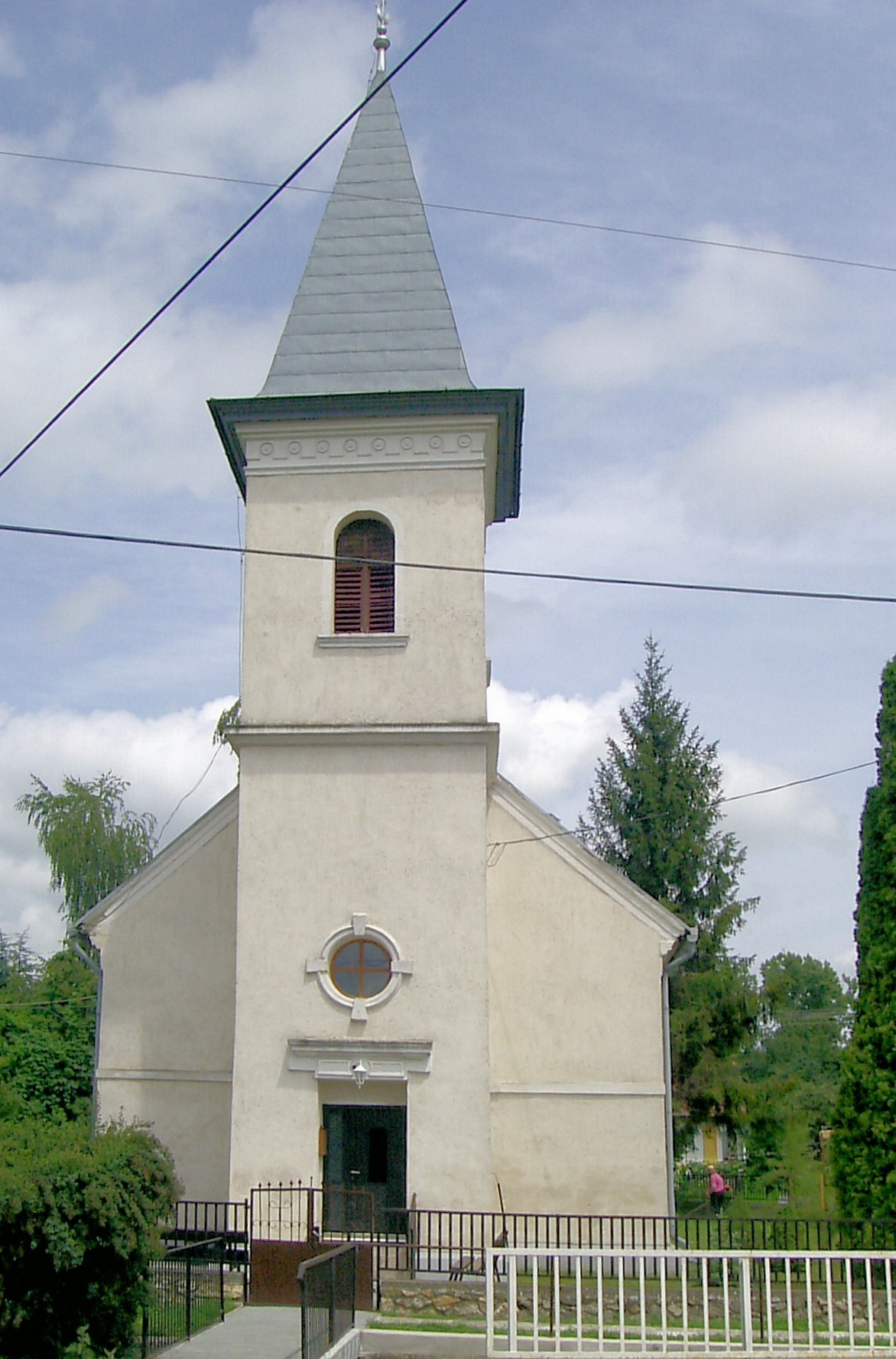
Reformierte Kirche in Pálháza